# Medalha Amaldi
A Medalha Amaldi (em italiano:  Medaglia Amaldi) é uma condecoração para pesquisas em física gravitacional, concedida pela Società Italiana di Relatività Generale e Fisica della Gravitazione - SIGRAV. É concedida bianualmente desde 2004, e seu nome homenageia Edoardo Amaldi. A medalha é dotada com 10.000 Euros.

## Recipientes
- 2004 Roger Penrose
- 2006 Bernard Schutz
- 2008 Sergio Ferrara
- 2010 Thibault Damour
- 2012 Viatcheslav Mukhanov e Alexei Starobinski
- 2014 Nazzareno Mandolesi e Sergei D. Odintsov
- 2016 Adalberto Giazotto,[1] Guido Pizzella[2]
- 2018 Stefano Vitale[1]